# روسمان (سقز)
قرية روسَمان (بالكردية: ڕۆسەمان) هي إحدى القرى التابعة لـإمام في ريف قسم زيويه من مقاطعة سقز، في محافظة كردستان الإيرانية.

## السكان
حسب إحصاءات سنة 2006، بلغ إجمالي السكان في روسَمان 201 نسمة وعدد المساكن 43 مسكن. لغة سكان روسَمان هي اللغة الكردية و هم من أهل السنة والجماعة والمذهب الشافعي.